# پائولو هنریکه کارنیرو فیلو
پائولو هنریکه کارنیرو فیلو (پرتغالی: Paulo Henrique Carneiro Filho؛ زادهٔ ۱۳ مارس ۱۹۸۹) بازیکن فوتبال اهل برزیل است.